# 92式装輪装甲車
92式装輪装甲車（WZ-551A/ZSL-92）は、中国が開発・製造する6×6の装輪装甲車である。

## 概要
外見はロシア製のBTR-80やフランス製のVABに似ているが、コピーではなく中国独自で開発設計された。92式のサイズはBTR-80よりは小さいがVABよりは大きい。WZ-551は1984年建国記念日の軍事パレードで初公開された。当初は性能面で不備があり、後に改良された。
車体はメルセデス・ベンツ2060のトラックをベースに開発され、自動消火システムやNBC防護機能が装備されている。
また、万が一走行中にタイヤがパンクしても一定速度で100kmの距離を走行することができる。
定員は操縦士・砲手・車長の3名のほかに後部に9名の兵士が搭乗可能。

## 90式装輪装甲車（WZ-551/ZSL-90）
1984年に行われた建国記念日で初披露された。25mm機関砲を装備する砲塔を備えた基本型で、制式化されて量産が開始されたものの、運用試験の結果を受けて改良が施され、92式装輪装甲車が開発・制式化された。

## 92式装輪装甲車（WZ-551A/ZSL-92）
90式装輪装甲車の欠点を解消した車両として1986年に発表され、1995年から部隊へ配備された。人民解放軍（陸軍・海軍陸戦隊など）のほかに人民武装警察で広く使用され、海外にも多く輸出されている。車体を利用した派生型も数多い。同車はエンジン出力がアップしている。

### 派生型

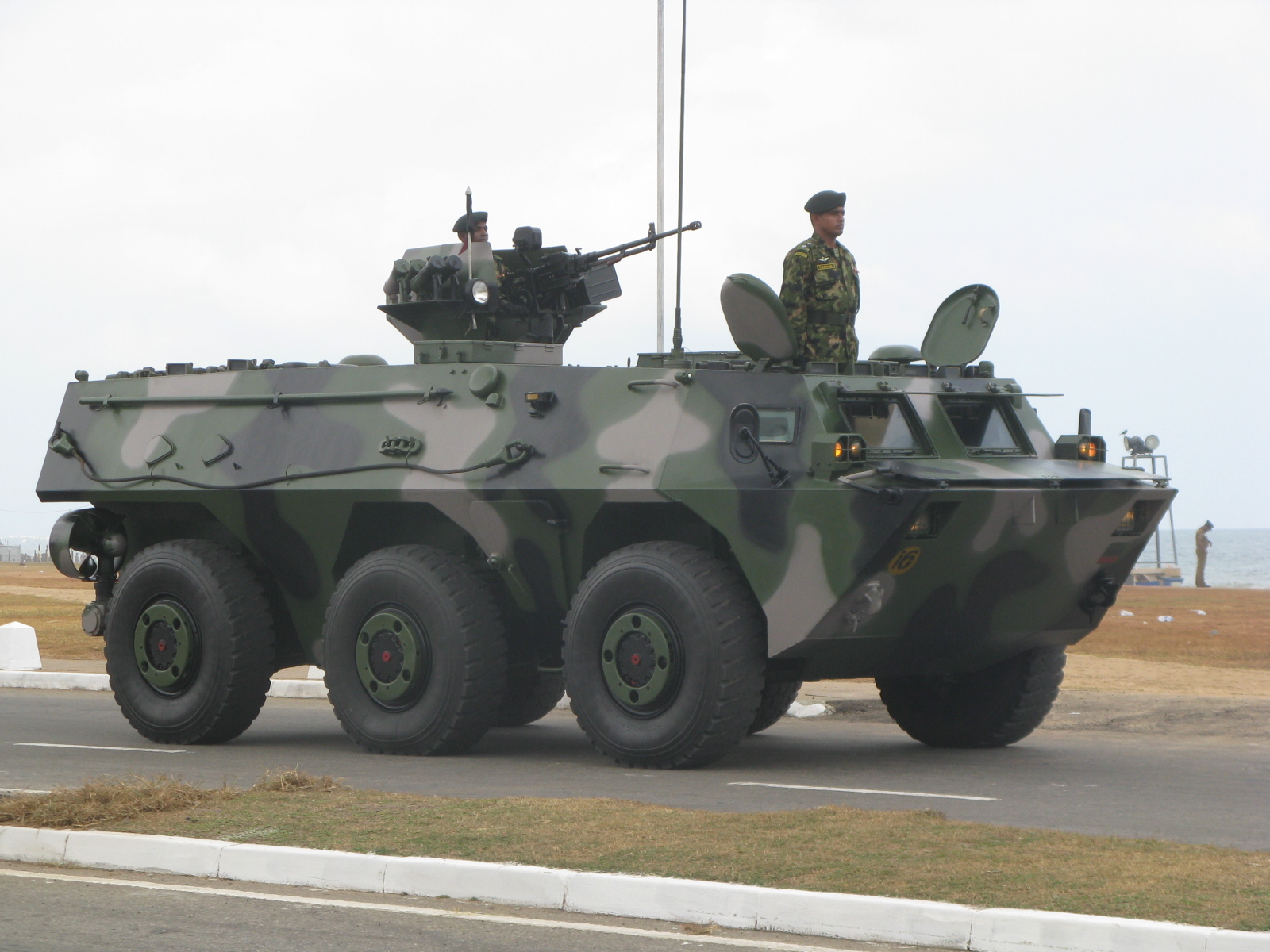
スリランカ軍の92A式（ZSL-92A）

92式装輪装甲車（WZ-551A/ZSL-92）
基本型。25mm機関砲装備。
92A式装輪装甲車（WMZ-551B/ZSL-92A）
12.7mm重機関銃を装備する装甲兵員輸送車型。車体前面のヘッドライトの装備位置が違うのが一番の識別点。
03B式装輪装甲車（WJ-03B）
武装警察用車両。スクリューを廃止（水上浮遊能力は維持）し、12.7mm重機関銃搭載の1人用砲塔およびサーチライトや発煙弾発射機などの治安用各種装備を搭載。
06式装輪装甲車（GA-06）
武装警察用車両。足回りを4×4に変更。5.8mm軽機関銃搭載の小型砲塔を装備。
WZ系列輪式底盤
WZ-551をベースに開発された8×8装輪装甲車。
05式自走迫撃砲
120mm自動迫撃砲を装備した自走迫撃砲。
このほかにも多数の派生型が開発されている。

## 配備軍区
- 北京軍区
- 済南軍区第54軍集団 - 第127機械化歩兵師団

## 運用国
- アルジェリア[1]
- アンゴラ - 10両[2][3]
- アルゼンチン - 4両[2]。

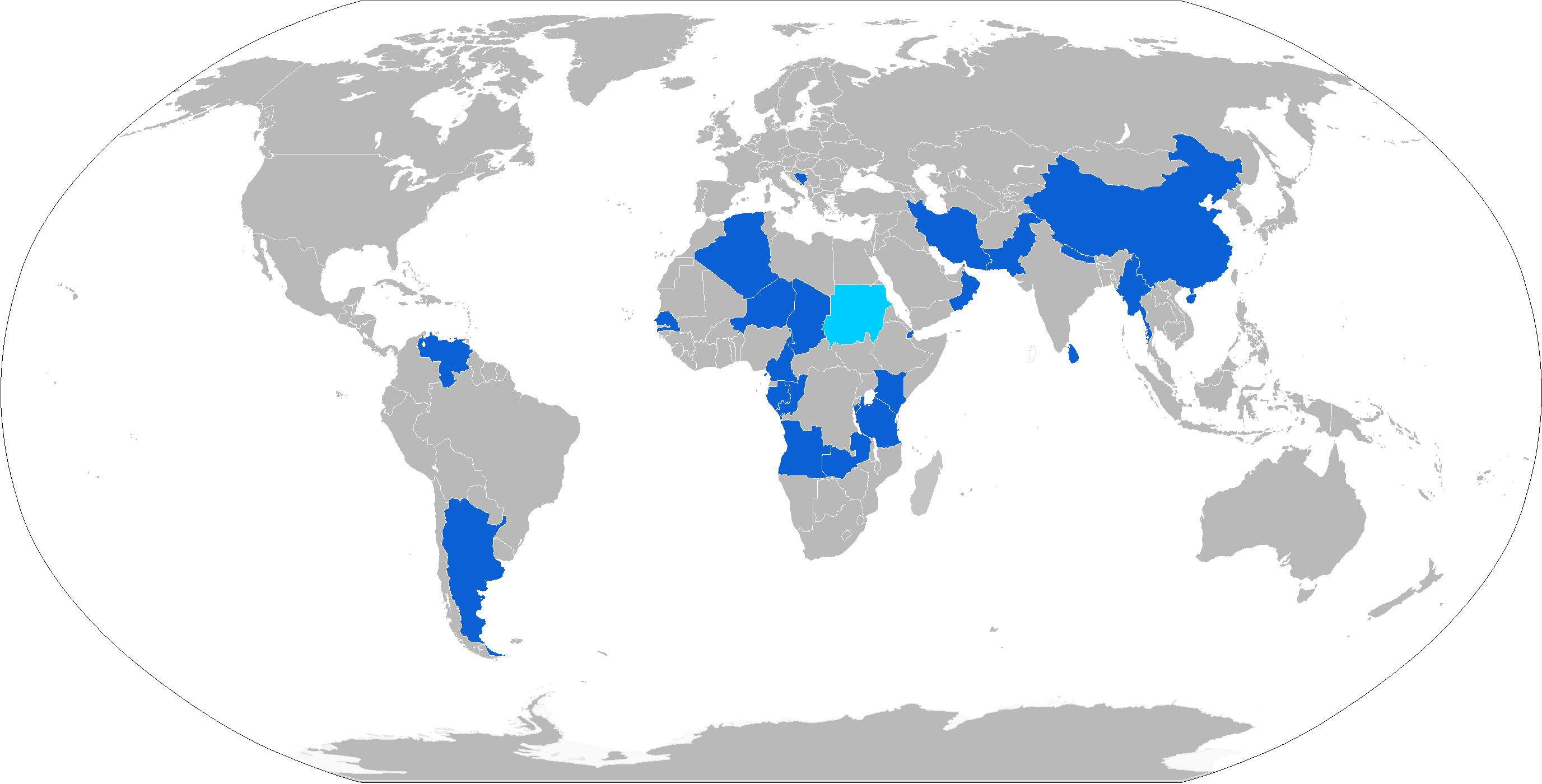
WZ551使用国(青は現役、水色は退役)

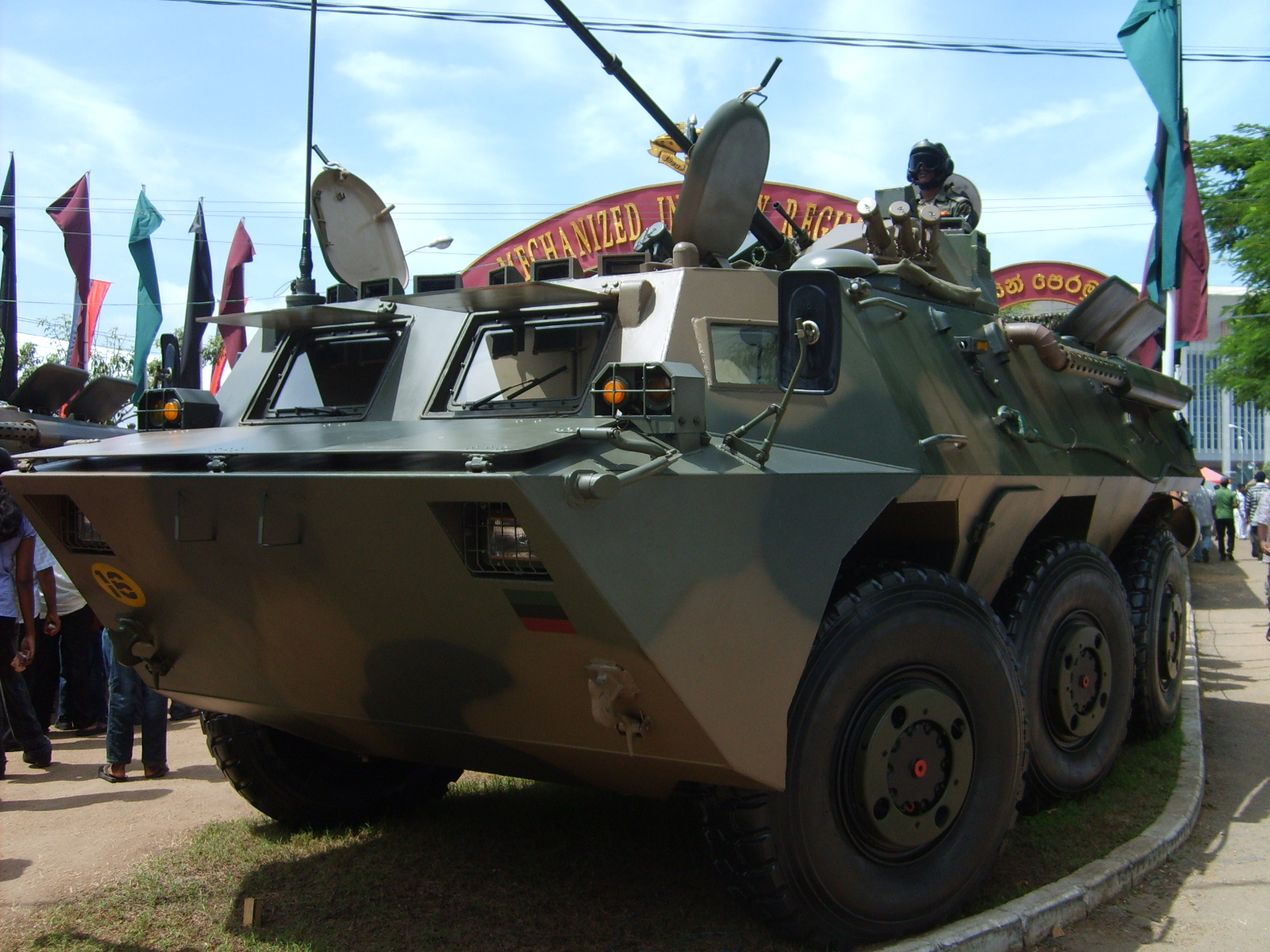
WMZ-551式装輪装甲車（スリランカ軍仕様）

- 中華人民共和国 - 600両。陸軍・海軍陸戦隊・武装警察で使用。
- 香港 -1両。警察が爆発物処理で使用。
- アルジェリア - 24両。
- ボスニア・ヘルツェゴビナ -10両[2]。
- ミャンマー - 76両[2]。
  - ワ州連合軍 - 中国から直接購入。
- ブルンジ - 15両[2]
- カメルーン - 12両[2] Some seen in anti-Boko Haram operations.[4]。
- チャド - 42両[2]。
- コンゴ共和国[5]
- ジブチ - 1両[2]
- ガボン[5]
- ギニア[6]
- パキスタン[7]
- ネパール - 2023年時点で、ネパール陸軍が5両のWZ-551を保有している[2][8]。
- ニジェール[9][2][10]
- オマーン - 50両[2]。
- セネガル[11]
- スリランカ - 190両[2]。
- スーダン - 500両[2]。
- タンザニア - 2024年時点で、タンザニア陸軍が4両の92式を保有[12]。
- ケニア - 35両[2]。
- イラン - 150両（IFV型）[1]。
- ベネズエラ[2]
- ザンビア - 5両[2]。

## 登場作品

### ゲーム
『Operation Flashpointシリーズ』
『OFP:DR』
中国人民解放軍が使用する装甲戦闘車両として登場する。
『OFP:RR』
中国人民解放軍が使用する。
『バトルフィールド2』
CHINAの装甲車として登場する。
『マーセナリーズ2 ワールド イン フレームス』
アジアン軍が使用する装輪装甲車として「サラマンダーAPC」の名称で登場する。